# Cessna 152
«Сессна-152» (англ. Cessna 152 ) — лёгкий многоцелевой самолёт, двухместный подкосный высокоплан  с закрытой кабиной. Выпускался компанией «Сессна», с 1977 по 1985 год. Всего построено 7584 самолёта.

## Лётно-технические характеристики

### Технические характеристики
- Экипаж: 1 человек
- Пассажировместимость: 1 пассажир
- Длина: 7,25 м
- Размах крыла: 10,17 м
- Высота: 2,59 м
- Площадь крыла: 14,9 м²
- Масса пустого: 513 кг
- Максимальная взлётная масса: 757 кг
- Двигатели: 1× горизонтальный 4 — цилиндровый Lycoming O-235-L2C
- Объём: 3.8 л.
- Мощность: 1 × 110 л.с. при 2550 об/мин
- Воздушный винт: двухлопастной диаметром 175 см

### Лётные характеристики
- Максимальная скорость: 203 км/ч
- Крейсерская скорость: 195 км/ч
- Максимально допустимая скорость: 275 км/ч
- Скорость сваливания: 74 км/ч (с выключенным двигателем и выпущенными закрылками, передний центр тяжести)
- Практическая дальность: 768 км
  - с дополнительными баками: 1 280 км
- Практический потолок: 4 665 м
- Скороподъёмность: 3,6 м/с
- Длина разбега: 221 м
- Нагрузка на крыло: 51 кг/м²
- Тяговооружённость: 108 Вт/кг